# Hueva (Guadalajara)
Hueva es un municipio y localidad española de la provincia de Guadalajara, en la comunidad autónoma de Castilla-La Mancha. El término, ubicado en la comarca de La Alcarria, tiene una población de 115 habitantes (INE 2024).

## Ubicación
Se encuentra ubicado en el centro de la península ibérica. A 38 km de la capital de la provincia, Guadalajara. A 98 km de Madrid y a 7 km de Pastrana. Su término municipal limita con las villas de Moratilla de los Meleros, Renera, Fuentelencina, Valdeconcha, Pastrana, Escopete y Hontoba.

## Historia
Hueva, llamada Ova en sus orígenes, fue reconquistada a los musulmanes en el año 1124, reinando en Castilla Alfonso VII. Años después, en 1175, fue donada por su sucesor Alfonso VIII a la Orden de Calatrava, que erigió un castillo en sus inmediaciones y fueron los señores de la villa hasta bien entrado el siglo XVI.
En el Diccionario geográfico-estadístico-histórico de Madoz, de mediados del siglo XIX, Hueva es descrita como sigue:

HUEVA: l. con ayunt. en la prov. de Guadalajara (5 leg.), part. jud. de Pastrana (1), aud. terr. de Madrid (10), c. g. de Castilla la Nueva, dióc. de Toledo (19): SIT. en forma de anfiteatro en la ladera meridional de un cerro que le domina y resguarda de los vientos del N.; goza de buena ventilación en las demás direcciones; su CLIMA es sano y las enfermedades mas comunes fiebres gástricas y afecciones pulmonares. Tiene 108 CASAS, la consistorial con habitación para cárcel y graneros del pósito, cuyo fondo consiste en 250 fan. de trigo; escuela de instrucción primaria frecuentada por 20 alumnos de ambos sexos, a cargo de un maestro dotado con 300 reales de los fondos de propios, el prod. de las balsas de un molino aceitero y una corta retribución de cada uno de los discípulos; hay una posada pública; un horno de pan cocer, una iglesia parr. (Sta. Maria de la Zarza), y contigua a esta una ermita dedicada al Smo. Cristo de la Fé, y el cementerio que por su posición elevada y buena ventilación, en nada ofende á la salubridad pública; fuera de la población, al pie del cerro en que esta se halla situado, hay una fuente de buenas aguas, de la que se surte el vecindario para beber y demás usos domésticos. Confina el TÉRM. N. Moratilla; E. Fuente la Encina; S. Pastrana, y O. Escopete: dentro de él se encuentran varios manantiales, una erm. (San Roque), y las ruinas del cas. que denominaban de Juan Sánchez. El TERRENO participa de llano y montuoso con algunos valles y cañadas; en lo general es flojo y pedregoso, aunque también lo hay de bastante miga, solo se riegan 31 fan. y 8 celemines de tierra; reciben este beneficio de un abundante arroyo que se forma de los manantiales que brotan en el térm., y sin salir de él se pierde introduciéndose en una sima cuyo desagüe y terminación se ignora: hay un prado y 4 montes poblados de encina y roble con alguna mata baja, yerbas aromáticas y medicinales y buenos pastos. CAMINOS, los que dirigen á los pueblos limítrofes, todos de herradura y en mal estado, ya por la escabrosidad del terreno y ya por el abandono con que se miran. El CORREO se recibe y despacha en la estafeta de Pastrana por un valijero. PROD.: trigo, cebada, avena, alazor, vino, aceite, miel, anís, judías, cáñamo, patatas, leñas de combustible y carboneo, y abundantes y buenos pastos, con los que se mantiene ganado lanar, cabrío, vacuno, mular y asnal; abunda la caza de perdices, conejos y liebres. IND.: la agrícola, algunos telares de lienzos ordinarios, un molino aceitero y otro harinero, y el carboneo, al que se dedican muchos vecindad con notable perjuicio de la agricultura que abandonan, impulsados por el aliciente del dinero que les proporciona la pronta venta del carbón, siendo mas de lamentar que haciendo las cortas sin la competente autorización, no se verifican en debida forma, resultando de aquí el destrozo de los montes y no pocas veces la ruina de los carboneros que, aprehendidos por los guardas ó autoridades, consumen en una cárcel y en pagar los daños y costas de expediente sus escasos intereses. COMERCIO: reducidos los prod. del suelo, casi á los puramente necesarios para el consumo, solo se exporta algún grano, alazor, poco ganado y lana, importándose en cambio algunos art. de consumo; hay una tienda en la que se venden al pormenor comestibles y otros art. POBL.: 94 vec., 339 almas. CAP. PROD.: 1.690,000 rs. IMP.: 135,200. CONTR.: 7,256. PRESUPUESTO MUNICIPAL: 4,000 rs.; se cubre con los fondos de propios consistentes en los prod. de la posada, horno, molinos aceitero y harinero, y las leñas del monte, cuando se permiten cortas.

## Demografía
Hueva cuenta con una población de 115 habitantes (INE 2024).
| Gráfica de evolución demográfica de Hueva entre 1842 y 2021                                                         |
| |
| Población de derecho según los censos de población del INE Población de hecho según los censos de población del INE |

| 148           | 151 | 139 | 138 | 134 | 138 | 140 | 116 |
| (Fuente: INE) |     |     |     |     |     |     |     |

## Símbolos
El escudo heráldico que representa al municipio fue aprobado en 2002 con el siguiente blasón:

Escudo español, cuartelado, primero y cuarto de gules un castillo de oro aclarado de gules; segundo y tercero de plata un león de gules. Al escusó de plata, la cruz de Calatrava de Gules, acompañada de sendas trabas de lo mismo. Por timbre lleva la corona real cerrada, símbolo de la Monarquía.
Diario Oficial de Castilla-La Mancha nº 63 de 22 de mayo de 2002

## Administración

### Elecciones locales desde 1995
| Periodo   | Alcaldía                         | Alcaldía | Votos y Concejales PSOE | Votos y Concejales PSOE | Votos y Concejales PP | Votos y Concejales PP | V. Blanco | V. Nulos | Censo Elec. | Abstención | V. Emitidos |
| Periodo   | Nombre                           | Partido  | Votos                   | Conc                    | Votos                 | Conc                  | V. Blanco | V. Nulos | Censo Elec. | Abstención | V. Emitidos |
| --------- | -------------------------------- | -------- | ----------------------- | ----------------------- | --------------------- | --------------------- | --------- | -------- | ----------- | ---------- | ----------- |
| 1999-2003 | Víctor Martínez Viana            |          |                         |                         |                       |                       | 1         | 2        | 115         | 3          | 112         |
| 2003-2007 | Víctor Martínez Viana            | PP       | 39                      | 2                       | 49                    | 3                     | 2         | 4        | 113         | 14         | 99          |
| 2007-2011 | María del Carmen Higuera Paramio | PP       | 44                      | 1                       | 60                    | 4                     | 1         |          | 123         | 17         | 106         |
| 2011-2015 | María del Carmen Higuera Paramio | PP       | 50                      | 1                       | 60                    | 4                     |           | 3        | 129         | 15         | 114         |
| 2015-2019 | Iván Merencio Fernández          | PSOE     | 56                      | 3                       | 50                    | 2                     | 1         | 2        | 125         | 14         | 111         |
| 2019-2023 | Ismael Sánchez Vecino            | PP       | 55                      | 1                       | 62                    | 4                     |           |          | 127         | 8          | 119         |

## Monumentos

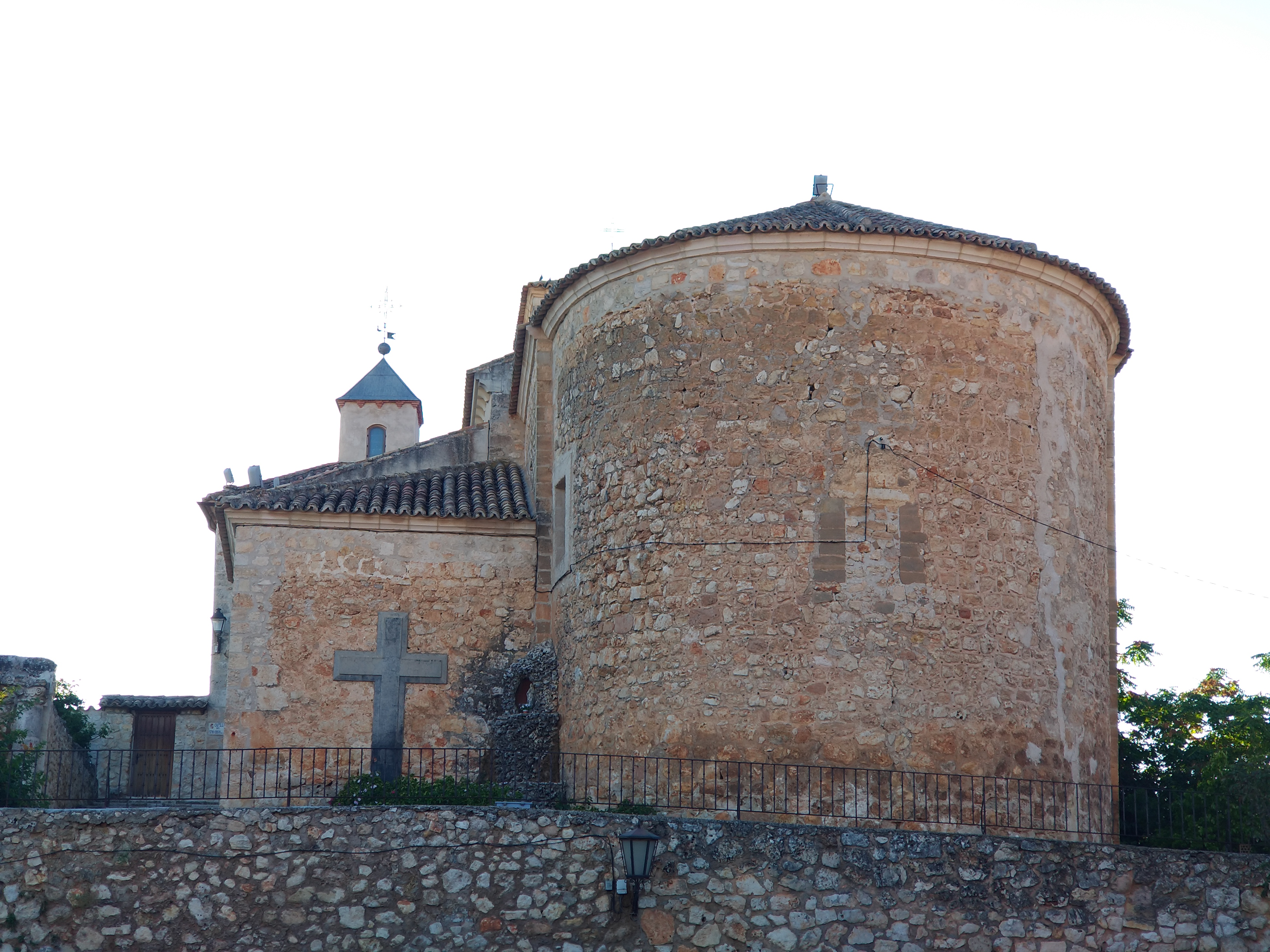
Vista del ábside de la iglesia

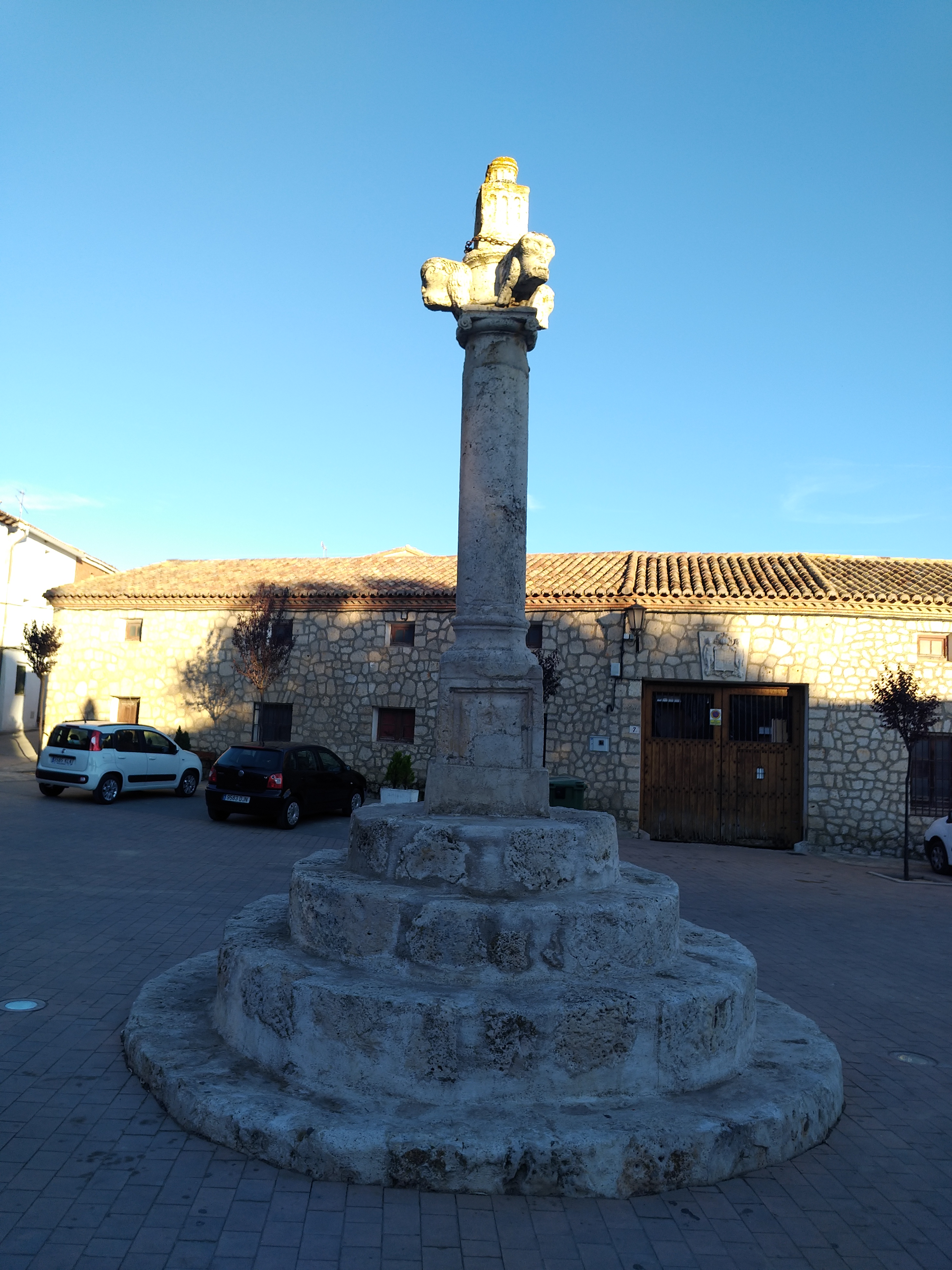
Rollo de Hueva

Fuente y pilón

- La iglesia de Nuestra Señora de la Zarza: iglesia parroquial del siglo XIV, reconstruida en el siglo XVIII. En su interior destaca la capilla del Santísimo. La torre está ligeramente inclinada, como observó Camilo José Cela en su Viaje a la Alcarria.[5]
- La picota o rollo de Hueva, del siglo XVI.
- La fuente y el pilón. Año 1926
- La casa-palacio de los condes de Zanoni.[6][7]
- Los restos del castillo de Juan Sánchez, que se alza sobre un pequeño cerro que domina la meseta donde se asienta el municipio.
- La ermita de San Roque.

## Fiestas patronales
Hueva celebra sus fiestas patronales el 14 de septiembre en honor al Santísimo Cristo de la Fe.

## Páginas webs
- https://www.hueva.net - (No oficial)

- https://www.bandomovil.com/hueva - (Canal oficial online del Ayuntamiento de Hueva)